# 李建功
李建功（1956年7月—），山西平陆人，中华人民共和国地方官员。
李建功于1971年1月进入山西省平陆县委秘书办担任干事，1978年10月任山西省统计局综合处担任干事，1979年5月前往西藏自治区财政厅工作。1981年7月，李建功回到山西，先后在山西省统计局工业处、预算处、工业交通处、办公室等部门工作；1988年12月，出任山西省统计局办公室主任。1989年1月调至山西朔州，先后担任计委主任、市政府副秘书长、市政府秘书长。1993年8月，李建功考取吉林大学研究生，并于1996年10月取得法学硕士学位。1994年10月担任山西省土地局副局长，党组成员，2000年，山西省土地局调整为山西省国土资源厅，李建功继续担任常务副厅长、党组副书记。2006年3月起先后担任山西省政府副秘书长、山西省政府办公厅党组成员，省政府法制办公室主任、党组书记，省政府常务副秘书长、省政府办公厅党组副书记。2009年3月担任山西省国土资源厅党组书记，并于同年6月开始担任厅长。
2014年，山西省多名高级官员遭到纪委调查。李建功任职期间的前共青团朔州市委书记白云被中纪委带走。2014年11月6日，李建功因涉嫌严重违纪违法被中纪委调查，他是继令政策、陈川平、柳遂记之后，第四位落马的平陆籍官员。